# Margot Friedländer
Margot Friedländer (Berlijn, 5 november 1921 – aldaar, 9 mei 2025) was een Duits Holocaustoverlevende en spreker.

## Vroege leven
Margot Friedländer werd in 1921 in Berlijn geboren als Anni Margot Bendheim. Ze was een dochter van Auguste Bendheim en ze had een broer genaamd Ralph. Haar ouders waren gescheiden en haar vader had het gezin verlaten. In 1938 werden de Bendheims geweigerd als immigrant door de Verenigde Staten.

## Tweede Wereldoorlog
Toen Margot twaalf jaar oud was kwam Adolf Hitler aan de macht in Duitsland. In 1942 werd haar vader door de nazi's omgebracht in Auschwitz.
Op 20 januari 1943, de avond waarop het gezin een vluchtpoging naar Silezië had gepland na eerdere mislukte vluchtpogingen naar Amerika, Brazilië en China, werd de broer van Margot gearresteerd door de Gestapo. De moeder wilde hem niet laten gaan zonder hem proberen te beschermen en gaf zichzelf aan. Later werden beiden gedeporteerd naar Auschwitz, waar ze zijn vermoord. Toen Margot thuiskwam, stonden de agenten voor de deur van het appartement te wachten, waarop ze haar Jodenster bedekte en naar de bovenburen liep die haar binnenlieten. Daarna dook ze onder, verfde ze haar haar en onderging ze een neusoperatie om haar uiterlijk te veranderen. Toen ze in de lente van 1944 door agenten naar het bureau werd meegenomen omdat ze zich niet kon identificeren, gaf ze toe joods te zijn.
De nazi's brachten haar naar het getto van Theresienstadt. Daar kwam ze Adolf Friedländer tegen, die ze eerder had ontmoet bij de Jüdischer Kulturbund. Op 5 mei 1945 verliet de SS het kamp, waarna het Rode Kruis het kamp binnenging. Op 8 mei 1945 nam het Rode Leger het kamp in. Op 26 juni 1945 werden Margot en Adolf in de echt verbonden door een rabbijn in het kamp.

## Na de oorlog

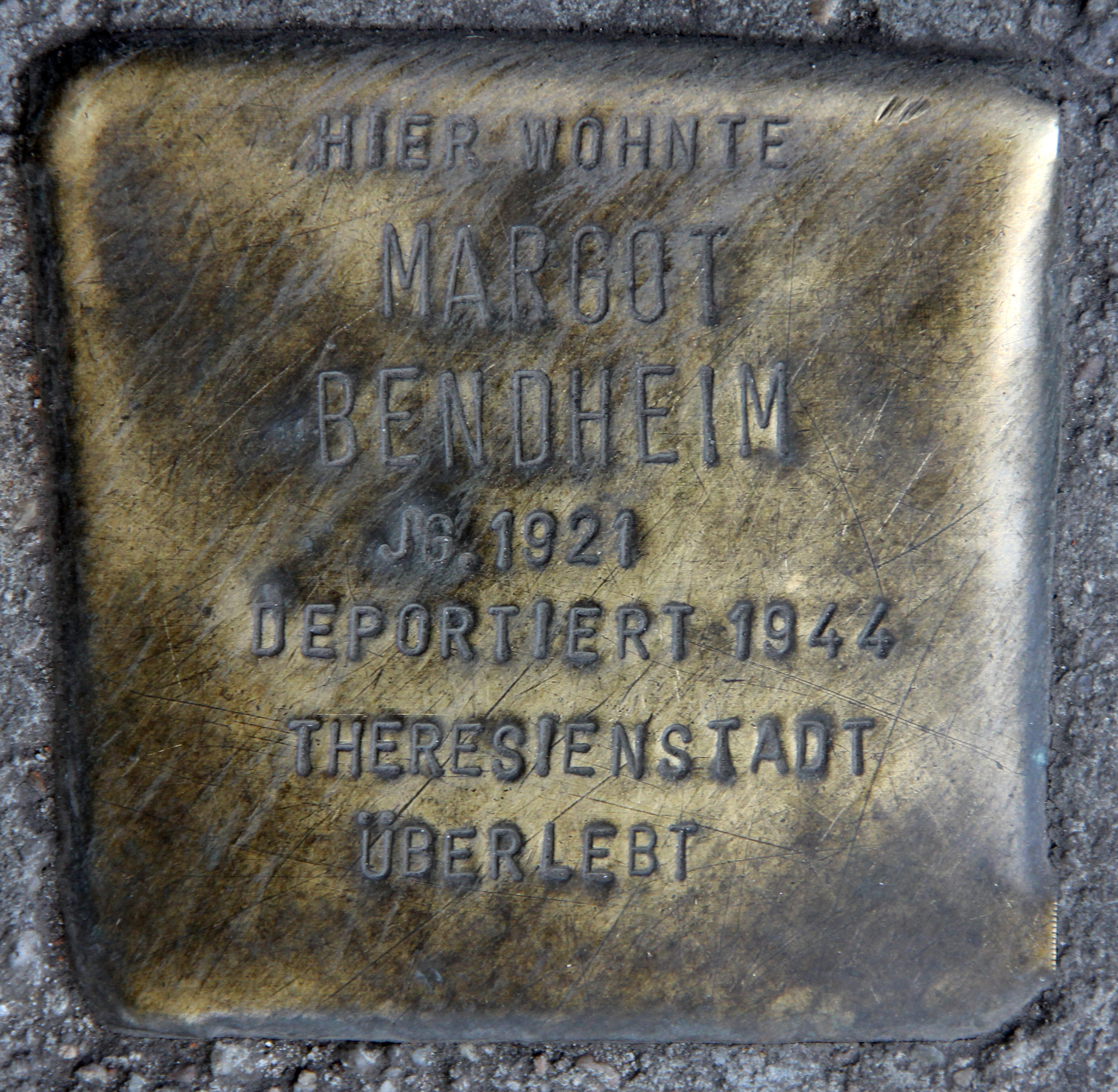
Stolperstein voor Margot Bendheim.

Het stel bracht na de oorlog een jaar door in een vluchtelingenkamp in Deggendorf, Niederbayern. In 1946 emigreerden ze naar Queens, New York. Margot werkte in de Verenigde Staten als naaister en in een reisbureau. In 1997 overleed haar man. In 2008 publiceerde Margot haar autobiografie met de titel Versuche, dein Leben zu machen, wat ook het laatste bericht was van haar moeder nadat zij zichzelf had aangegeven. In 2010 verhuisde Margot terug naar Berlijn en begon ze lezingen te geven over haar ervaringen, met name op Duitse scholen.
In 2018 werd Friedländer ereburger van Berlijn.
In de grond voor het appartement in Kreuzberg waar ze als kind woonde is een Stolperstein te vinden met de tekst die vertaald kan worden als 'Hier woonde Margot Bendheim, geboren in 1921, gedeporteerd in 1944, Theresienstadt overleefd'.
Friedländer overleed op 9 mei 2025 op 103-jarige leeftijd. Diezelfde dag zou ze de Orde van Verdienste van de Bondsrepubliek Duitsland ontvangen.
Op 15 mei werd ze op de Joodse begraafplaats in Berlijn-Weissensee in een zogenaamd Ehrengrab begraven.
- Bibsys: 15044279
- Gemeinsame Normdatei: 134100948
- International Standard Name Identifier: 0000 0000 7881 1285
- Library of Congress Control Number: no2008059030
- Nationale Bibliotheek van Tsjechië: xx0140230
- Nationale Bibliotheek van Israël: 987007307311305171
- Istituto Centrale per il Catalogo Unico: SBNV087337
- Système universitaire de documentation: 179516981
- Virtual International Authority File: 72602372
- WorldCat: E39PBJhH4MfHgmhR4KgFVjwt8C